# 马列夫尔
马列夫尔（法語：Mallièvre，法語發音：[maljɛvʁ]）是法国卢瓦尔河地区大区旺代省的一个市镇，属于永河畔拉罗什区。马列夫尔仅有0.2平方公里，是法国面积第三小的市镇。

## 地理
马列夫尔（46°54'39"N, 0°51'49"W）面积0.2 平方千米，位于法国卢瓦尔河地区大区旺代省，该省份为法国西部沿海省份，北起大西洋卢瓦尔省和曼恩-卢瓦尔省，西临大西洋，南至滨海夏朗德省，东部及东南部与德塞夫勒省接壤。
与马列夫尔接壤的市镇（或旧市镇、城区）包括：特雷兹旺、莱塞佩斯。

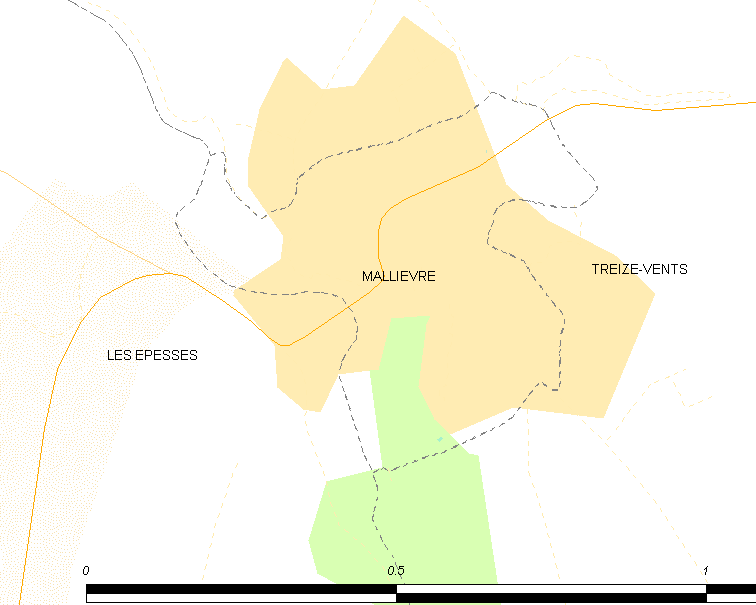
马列夫尔的OSM定位图

马列夫尔的时区为UTC+01:00、UTC+02:00（夏令时）。

## 行政
马列夫尔的邮政编码为85590，INSEE市镇编码为85134。

## 政治
马列夫尔所属的省级选区为塞夫尔河畔莫尔塔涅县。

## 人口

1962-2008年间马列夫尔人口变化图示

马列夫尔于2022年1月1日时的人口数量为240人。